# 論動體的電動力學
《論動體的電動力學》（德語：Zur Elektrodynamik bewegter Körper）是阿爾伯特·愛因斯坦於1905年6月30日投稿於德國《物理年鑑》（Annalen der Physik）發表的第一篇狹義相對論論文。
論文名稱英譯為"On the Electrodynamics of Moving Bodies"，現在相對論論文重刊本之英譯本（The Principle of Relativity），1923年由Methuen and Company, Ltd. of London發行。此書英譯論文主要是由W. Perrett與G.B. Jeffery翻譯，譯自德文Das Relativätsprinzip, 4th ed.，1922年由Teubner發行。

## 背景
當時愛因斯坦任職於瑞士伯恩專利局三等技師工作，已與米列娃·馬利奇結婚，育有一子──漢斯·愛因斯坦。工作之餘，常與專利局同事米給雷·貝索討論科學、哲學問題。
於1905年3月、4月分別於《物理年鑑》投稿光電效應與布朗運動的論文。5月時，愛因斯坦開始將思索主軸放在他從16歲就開始思考的光與乙太的問題，在此之前他已經明白麥克斯韋方程式與牛頓力學所用的伽利略轉換不相容。他常至貝索家與他一同討論。據文獻記載，在5月底某次與貝索的聚會後，愛因斯坦對於問題的解感到絕望，主要困境在於同時性問題。在離開後當晚，愛因斯坦突然明白不同參考系的同時性不一定相同，而開始論文寫作，並請米列娃校稿，最後於6月底將文稿寄出。

## 論文的特色
此篇論文投稿在《物理年鑑》，此期刊當時並不對論文進行審稿。此外愛因斯坦未引用任何文獻，只在論文最後提到對貝索過去一同討論的感謝。
愛因斯坦在後來的回顧提到，他對狹義相對論的思考主要來自於麥克斯韋方程式與牛頓力學的不相容性，以及光速在式中永遠為常數的特色。雖然知悉邁克生-莫立實驗針對以太的負面結論，但並未重視。論文中的勞侖茲變換是自行推導得出，未參考過亨德里克·勞侖茲的論文。

## 文獻
- Albert Einstein; Jürgen Renn; Robert Schulmann. . 2000. ISBN 0691088861.
  - 繁體中文翻譯：童元方，《情書：愛因斯坦與米列娃》，ISBN 9789576216565
- Alan Lightman. "Einstein's Dreams" ISBN 0446670111
  - 繁體中文翻譯：童元方，《愛因斯坦的夢》，商周出版，ISBN 9789862723661
- ^ 加來道雄（Kaku, Michio）《愛因斯坦的宇宙》中譯本，時報出版，ISBN 9789571343785

## 外部連結
- 英文版論文網站："On the Electrodynamics of Moving Bodies"（页面存档备份，存于）